# Baker Hughes
Baker Hughes est une entreprise parapétrolière américaine basée à Houston. Elle est spécialisée notamment dans les forages horizontaux et les produits chimiques nécessaires à la fracturation hydraulique.

## Histoire
L'origine de la compagnie remonte à 1908 ou Howard R. Hughes Sr. et Walter Benona Sharp (en) fonde la Sharp-Hughes Tool Company qui devient la Hughes Tool Company. En 1987, elle  fusionne avec la Baker Oil Tool Company et devient la Baker Hughes.
En novembre 2014, Halliburton annonce l'acquisition Baker Hughes pour 35 milliards de dollars.
En mai 2016,la fusion entre Halliburton et Baker Hughes est définitivement annulée en liaison avec les avis des autorités de la concurrence américaine et européennes.
En octobre 2016, General Electric annonce la fusion de son activité spécialisée dans les équipements para-pétroliers avec Baker Hughes. Créant une nouvelle entité, avec un chiffre d'affaires de 32 milliards de dollars, reprenant le nom de Baker Hughes mais détenue à 62,5 % par General Electric, le restant étant pour les actionnaires initiaux de Baker Hughes. En contre-partie, General Electric versa 7,4 milliards de dollars aux actionnaires de Baker Hughes. Le Baker Hughes aurait pour siège en même temps Houston et Londres.
En France, elle dispose d'une usine depuis 1962 a Condé-sur-Noireau dans le Calvados, à Fougerolles  en Haute-Saone (Lufkin Gears France) et une au Creusot en Saône et Loire.